# Markéta Jánská
Markéta Jánská  (Most, 1981. május 24. –) cseh színésznő, énekes, dalszerző és modell. Karrierjét modellként kezdte, és Európa különböző országaiban élt. Erotikus magazinokban szerepelt, és 2003 júliusában a Playboy magazinban a hónap modellje volt. Jelenleg Los Angelesben él, ahol zenével és színészettel foglalkozik. 2013. augusztus 1. óta házas; férje Ryan Hailey.